# W ～Wish～
《W ～Wish～》是日本遊戲公司Princess Soft於2004年9月30日發售的PlayStation 2平台戀愛冒險類型美少女遊戲。遊戲的改編動畫於同年10月到12月播映。遊戲的移动端拆分成两作，於2007年5月1日和7月2日登陸Yahoo!手機平台。

## 角色
遠野潤和（聲優：福山潤）
本作的男主角，私立櫻浜学園高中部1年B班的學生，小時候因父母事故過世而失去記憶。
遠野泉奈（聲優：清水愛）
潤和的雙胞胎妹妹，1年A班的學生。
井之原春陽（井ノ原 春陽，聲優：新谷良子）
潤和的青梅竹馬，國中部2年C班的學生，真實身分是潤和與泉奈的親妹妹遠野春陽。
岸田智（聲優：松来未祐）
潤和的同學，岸田智一雙胞胎妹妹。
飯田秋乃（聲優：南里侑香）
潤和的同學兼班長。
藤枝彩夏（聲優：金田朋子）
國中部2年C班的學生。
鳳翼（鳳 つばさ，聲優：千葉紗子）
高中部3年A班的學生，文藝社的社長。

## 開發及發行
《W ～Wish～》是Princess Soft第四部原創作品，該作和《爱情泡泡糖》是Princess Soft為紀念公司成立兩週年設置的專案，只是開發進度不如預期，作品延期兩年才完成。遊戲的開發和對應的動畫製作同步進行。動畫由2004年新成立的動畫公司Trinet Entertainment負責製作，是該公司第一個動畫作品。
遊戲片尾曲《Fly away》和動畫片頭曲《KIZUNA〜絆》由彩音演唱，遊戲片頭曲《Can you feel crying alone?》和動畫片尾曲由千葉紗子和南里侑香演唱。
遊戲的手機版發行由Taito負責，2007年5月1日登陸Yahoo!手機平台，該版本中遠野泉奈、井之原春陽和岸田智為可攻略角色。2007年7月2日《W ～Wish～（翼＆彩夏＆秋乃篇）》登陸Yahoo!手機平台，該版本中鳳翼、藤枝彩夏和飯田秋乃為可攻略角色。

## 電視動畫
同名電視動畫於2004年10月2日至同年12月26日期間在日本國內播放，《W ～Wish～》連同另一部動畫《爱情泡泡糖》在名為「公主的時間」節目中播放，同年10月17日Princess Soft在日本教育会館舉行「公主祭」慶祝動畫播放。2007年8月28日，動畫登陸網絡播放平台GYAO!，連同《爱情泡泡糖》，每週二更新劇集。
動畫中文版由臺灣的普威爾國際代理發售並命名為《逐漸甦醒的記憶》。

### 各話列表
| 話數 | 中文標題           | 日文標題 | 劇本       | 分鏡     | 演出     | 作畫監督 |
| ---- | ------------------ | -------- | ---------- | -------- | -------- | -------- |
| 1    | 潤和與泉奈         |          | 長谷川勝己 | 關田修   | 關田修   | 乙幡忠志 |
| 2    | 幫幫忙，助人俱樂部 |          | 長谷川勝己 | 關田修   | 關田修   | 乙幡忠志 |
| 3    | 另一個妹妹         |          | 長谷川勝己 | 小波廣   | 所俊克   | 波風立流 |
| 4    | 湧上心頭的不安     |          | 長谷川勝己 | 小波廣   | 所俊克   | 波風立流 |
| 5    | 櫻夏祭前夜         |          | 長谷川勝己 | 下田久人 | 下田久人 | 岡村正弘 |
| 6    | 黑暗中的記憶       |          | 長谷川勝己 | 所俊克   | 下田久人 | 岡村正弘 |
| 7    | 夏天！海邊！泳裝！ |          | 長谷川勝己 | 小波廣   | 鎌田祐輔 | 乙幡忠志 |
| 8    | 回憶的相簿         |          | 長谷川勝己 | 小波廣   | 下田久人 | 乙幡忠志 |
| 9    | 被隱藏的過去       |          | 長谷川勝己 | 所俊克   | 所俊克   | 波風立流 |
| 10   | 扭曲的世界         |          | 長谷川勝己 | 所俊克   | 所俊克   | 森川均   |
| 11   | 泉奈的真相         |          | 長谷川勝己 | 下田久人 | 下田久人 | 岡村正弘 |
| 12   | 被迫選擇           |          | 長谷川勝己 | 所俊克   | 所俊克   | 森川均   |
| 13   | 三個願望           |          | 長谷川勝己 | 所俊克   | 所俊克   | 乙幡忠志 |

### 工作人員
- 監督：關田修[12]
- 劇本：長谷川勝己[12]
- 角色原案：如月水[12]
- 角色設計：新田靖成[12]
- 總作畫監督：新田靖成、村井孝司[12]
- 美術監督：宮前光春[12]
- 撮影監督：所俊克[12]
- 攝影編輯：岡田輝満
- 色彩設計：[12]
- 音響監督：飯塚康一[12]
- 音樂：酒井良[12]
- 製作人：大宮三郎、中西孝[12]
- 動畫製作人：佐久間敏郎、岡尾貴洋[12]
- 動畫製作：TRINET ENTERTAINMENT、Picture Magic、陸演隊（協助製作）[12]
- 製作：W Wish製作委員会[12]

### 評價
評論員康納·麥卡蒂在THEM Anime Reviews摘文批評作品的角色塑造失敗，劇情沉悶和背景設置簡單，只給作品一星評價（滿分五分），並直言該作是他看過最愚蠢和無聊的節目之一。他認為動畫唯一可取之處就是音樂，並給與片頭曲和片尾曲好評。

## 小說
同名小說是由日暮茶坊寫作，JIVE在2005年5月發售共一冊（ISBN 978-4861760907）。

## 廣播節目
2003年10月到2004年3月於文化放送和關西廣播台（ラジオ関西）播放，主持人是由志倉千代丸、新谷良子、清水愛擔任，另外在2004年4月開始播放，主持人是由松来未祐、金田朋子擔任。

## 外部連結
- 遊戲官方網站（日語）
- 動畫官方網站（日語）
- W ～Wish～（動畫）在動畫新聞網百科全書中的資料（英文）
- 《W ～Wish～》在視覺小說數據庫的頁面 （英文）